# 中村智子 (評論家)
中村 智子（なかむら ともこ、1929年11月7日 - ）は、日本の編集者、評論家。
東京生まれ。1952年日本女子大学英文科卒業、中央公論社に入社。「婦人公論」「思想の科学」「中央公論」編集部に属し、のち書籍編集者となり、1978年に退社。東京大学新聞研究所講師をつとめた。
思想の科学研究会会員、離婚後、評論活動を始める。小田切秀雄に師事し、宮本百合子の伝記を描いた。

## 著書
- 『宮本百合子』筑摩書房 1973
- 『『風流夢譚』事件以後 編集者の自分史』田畑書店、1976年。
- 『横浜事件の人びと』田畑書店 1979
- 『女の立場から医療を問う 子宮をとりたがる産婦人科医たち』田畑書店 1984
- 『人間・野上弥生子 『野上弥生子日記』から』思想の科学社 1994
- 『百合子めぐり』未來社 1998
- 『戦争しない国 戦後民主主義に生きて』思想の科学社 2007

編著
- 宮下弘『特高の回想　ある時代の証言』伊藤隆と聞き手、田畑書店 1978

## 参考
- 『宮本百合子』著者紹介
- 『文藝年鑑』2007